# 武藤嘉紀
武藤嘉紀（1992年7月15日—），日本足球運動員，現效力日職球隊神戶勝利船，日本國家足球隊成員，司職前鋒。

## 早期生涯
1996年，4岁的武藤嘉纪加入了所在幼儿园的足球部，由此开始接触足球。2005年，武藤嘉纪在升入东京都世田谷区立樱丘中学时加入了FC东京U15梯队。2008年，武藤嘉纪升入FC东京U18梯队，并随队获得该年的高元宫杯U-18足球联赛关东地区王子联赛的冠军。2011年，武藤嘉纪进入日本庆应义塾大学经济学部就读，并加入了庆应义塾大学的足球部。

## 俱樂部生涯

### FC東京
2012年至2013年，作为大学生球员的武藤嘉纪通过日职联赛特别指定选手制度在FC东京完成日职联赛注册。2013年7月6日，在日职联赛第14轮FC东京主场对阵广岛三箭的比赛中，作为大学生球员的武藤嘉纪在比赛的第92分钟替补出场，完成了职业生涯的首秀，但最终FC东京以0：1的比分不敌广岛三箭。在2013年赛季中，武藤嘉纪在日职联赛出场1次，打入0球。
2014年，武藤嘉纪正式加盟FC东京。在教练马西莫·菲卡登蒂的重用下，出场33次打入13球，平了新秀单赛季的进球纪录，比榜首的大久保嘉人少2球，也是射手榜前五里面最年轻的，当之无愧的入选日职联赛赛季最佳阵容。
2015年英超豪门切尔西传出有意武藤的消息，BBC也证实了相关的报道。据称切尔西给他开出的年薪高达300万欧元，相比当时FC东京给武藤提供的24万欧元的年薪，无疑是让人心动的。但是同年刚从经济系毕业的武藤冷静的分析了当时的情况。日本橫濱轮胎自2015年起成为切尔西的赞助商，这份丰厚报价的背后，日本赞助商影子无法忽视。如果选择了切尔西，自己又有多少机会在英超登场。

### 美因茨
2015年5月30日，德甲球队美因茨宣布武藤嘉纪将在2015年赛季日職联赛第一阶段结束后加盟，双方签订了4年合同，转会费为500万欧元。6月27日，在日职联赛第一阶段最后一轮FC东京主场对阵清水心跳的比赛中，武藤嘉纪迎来了转会前的告别战，并在该场比赛中贡献1次助攻，帮助FC东京以3：2的比分战胜清水心跳。在2015年赛季，武藤嘉纪在日职联赛出场17次，打入10粒进球并贡献2次助攻；在日本联赛杯出场4次，打入2粒进球。
2015年5月30日，德甲联赛球队美因茨宣布武藤嘉纪将在2015年赛季日职联赛第一阶段结束后加盟。
2015年8月25日，在德甲联赛开幕战美因茨主场对阵因戈尔施塔特的比赛中，武藤嘉纪在比赛第78分钟替补登场，完成了自己的德甲首秀。8月29日，在德甲联赛第3轮美因茨主场对阵汉诺威96的比赛中，武藤嘉纪梅开二度，帮助美因茨以3：0的比分战胜漢諾威96。10月24日，在德甲联赛第10轮美因茨主场对阵云达不莱梅的比赛中，武藤嘉纪在比赛第89分钟打入1粒进球，但美因茨仍以1：3的比分负于云达不莱梅。10月31日，在德甲联赛第11轮美因茨客场对阵奥格斯堡的比赛中，武藤嘉纪完成帽子戏法帮助球队扳平比分，成为继高原直泰之后第二位在德甲联赛完成帽子戏法的日本球员，最终美因茨以3：3战平奥格斯堡。11月29日，在德甲联赛第14轮美因茨主场对阵法兰克福的比赛中，武藤嘉纪在比赛第5分钟打入1粒进球，最终帮助美因茨以2：1的比分战胜法兰克福。
2016年2月6日，武藤嘉纪在德甲联赛第20轮美因茨对阵汉诺威96的比赛中右膝外侧副韧带撕裂。3月份，武藤嘉纪在训练中再度受伤，赛季报销。在2015-16年赛季中，武藤嘉纪在德甲联赛中出场20次，打入7粒进球并贡献3次助攻；在德国杯出场1次，打入0球。
2016年8月27日，在德甲联赛首轮美因茨客场对阵多特蒙德的比赛中，武藤嘉纪在比赛第81分钟替补出场并打入1粒进球，但最终美因茨仍以1：2的比分不敌多特蒙德。9月18日，在德甲联赛第3轮美因茨客场对阵奥格斯堡的比赛中，武藤嘉纪在比赛第67分钟替补登场并在比赛第81分钟打入1球，帮助美因茨以3：1的比分战胜奥格斯堡。9月29日，在欧联小组赛C组第2轮美因茨对阵阿塞拜疆球队卡巴拉的比赛中，武藤嘉纪打入1粒进球，但在比赛第84分钟在拼抢时伤到右侧膝盖，膝盖韧带撕裂，再次负伤。在2016-17年赛季中，武藤嘉纪在德甲联赛出场19次，打入5粒进球并贡献2次助攻；在欧联出场2次，打入1粒进球。
2017年8月12日，在德国杯第1轮美因茨客场对阵德国第四级联赛球队吕讷堡汉莎足球俱乐部的比赛中，武藤嘉纪梅开二度并制造点球，帮助美因茨以3：1的比分战胜对手，晋级德国杯第二轮的比赛。9月20日，在德甲联赛美因茨对阵霍芬海姆的比赛中，武藤嘉纪打入1球，但美因茨仍以2：3负于霍芬海姆。
2018年1月20日，在德甲联赛第19轮美因茨主场对阵斯图加特的比赛中，武藤嘉纪梅开二度，帮助美因茨以3：2的比分战胜斯图加特。5月5日，在德甲联赛第33轮美因茨客场对阵多特蒙德的比赛中，武藤嘉纪在比赛第13分钟攻入一记头球，最终帮助美因茨客场以2：1的比分胜出。在2017-18年赛季中，武藤嘉纪在德甲联赛出场27次，打入8粒进球并贡献4次助攻；在德国杯出场3次，打入2粒进球并贡献1次助攻。

### 紐卡素聯
2018年7月27日，武藤嘉纪由德甲球队美因茨转会至英超球队纽卡斯尔联。10月7日，在英超联赛第8轮纽卡斯尔联客场对阵曼联的比赛中，武藤嘉纪首发出场并在比赛第10分钟打入一粒进球，这是他在英超联赛中的首粒进球。可是到了2019/20赛季换成了曼联名宿布鲁斯后，他更喜欢乔林顿和老将卡罗尔，他甚至可以等待卡罗尔伤员复出都不给武藤嘉纪机会。这个赛季他也只是出场三次而已。

### 埃瓦爾
西甲球队埃瓦尔官方宣布，俱乐部已与英超纽卡斯尔联达成交易，日本前锋武藤嘉纪租借加盟埃瓦尔，租期到20/21赛季结束。
西甲联赛第3轮埃瓦尔主场1-2负于毕尔巴鄂竞技，武藤嘉纪第90分钟替补出战。
2020年11月30日，西甲联赛埃瓦尔客场2-0战胜了皇家贝蒂斯，武藤嘉纪在比赛中首发出场，在49分钟帮助埃瓦尔首开记录。这是武藤嘉纪个人在西甲联赛的首粒进球，他在78分钟被塞吉·恩里奇替换下场。

## 国家队生涯
2014年8月28日，武藤嘉纪首次入选日本国家足球队。9月9日，在日本国家队对阵主场对阵委內瑞拉的友谊赛中，武藤嘉纪打入1粒进球，帮助日本以2：2的比分战平委内瑞拉。
2014年12月15日，武藤嘉纪入选日本国家队征战2015年亚洲杯大名单。
2015年1月20日，在亚洲杯小组赛D组第三轮日本国家队对阵约旦的比赛中，武藤嘉纪在比赛第82分钟助攻香川真司破门，帮助日本以2：0的比分战胜约旦。
2015年10月13日，在日本国家队客场对阵伊朗的友谊赛中，武藤嘉纪在比赛第48分钟打入1粒进球，帮助日本1：1战平伊朗。
2018年6月28日，在2018年世界盃小组赛H组第3轮日本对阵伊朗的比赛中，武藤嘉纪首发出场，完成了自己在世界杯赛场的首秀。
2018年12月18日，由于浅野拓磨负伤，武藤嘉纪被追加召集至日本国家队征战2019年亚洲盃大名单。

## 個人生活
武藤嘉纪的家庭共有5个兄弟姐妹，包括两个姐姐和两个弟弟。武藤嘉纪的外祖父中野成章为现任日本体育学院公司（スポーツアカデミー）董事长。武藤嘉纪的堂姐是一名职业模特，少年时期曾获得美国少年全美网球双打冠军，武藤嘉纪的惯用脚为右脚，但惯用手为左手。
2015年7月3日，武藤嘉纪宣布与职业为空姐的女友结婚，两人在大学时期为同级校友。武藤嘉纪的岳父渡辺周是现任日本众议院议员，曾在鸠山由纪夫内阁时期担任日本总务副大臣。2016年4月25日，武藤嘉纪的第一个女儿诞生。

## 外部連結
- Soccerway資料庫：武藤嘉紀
- National Football Teams （页面存档备份，存于）
- 武藤嘉紀的Facebook專頁
- Yoshinori Muto/武藤 嘉紀的X（前Twitter）
- Yoshinori Muto 武藤嘉紀的Instagram帳戶